# 奥列格·康斯坦丁诺维奇·安东诺夫
奥列格·康斯坦丁诺维奇·安东诺夫（俄語：Оле́г Константи́нович Анто́нов，羅馬轉寫：Oleg Konstantinovich Antonov；1906年2月7日—1984年4月4日），苏联飞机设计师，安东诺夫设计局首任领导人，蘇聯科學院院士。

## 生平

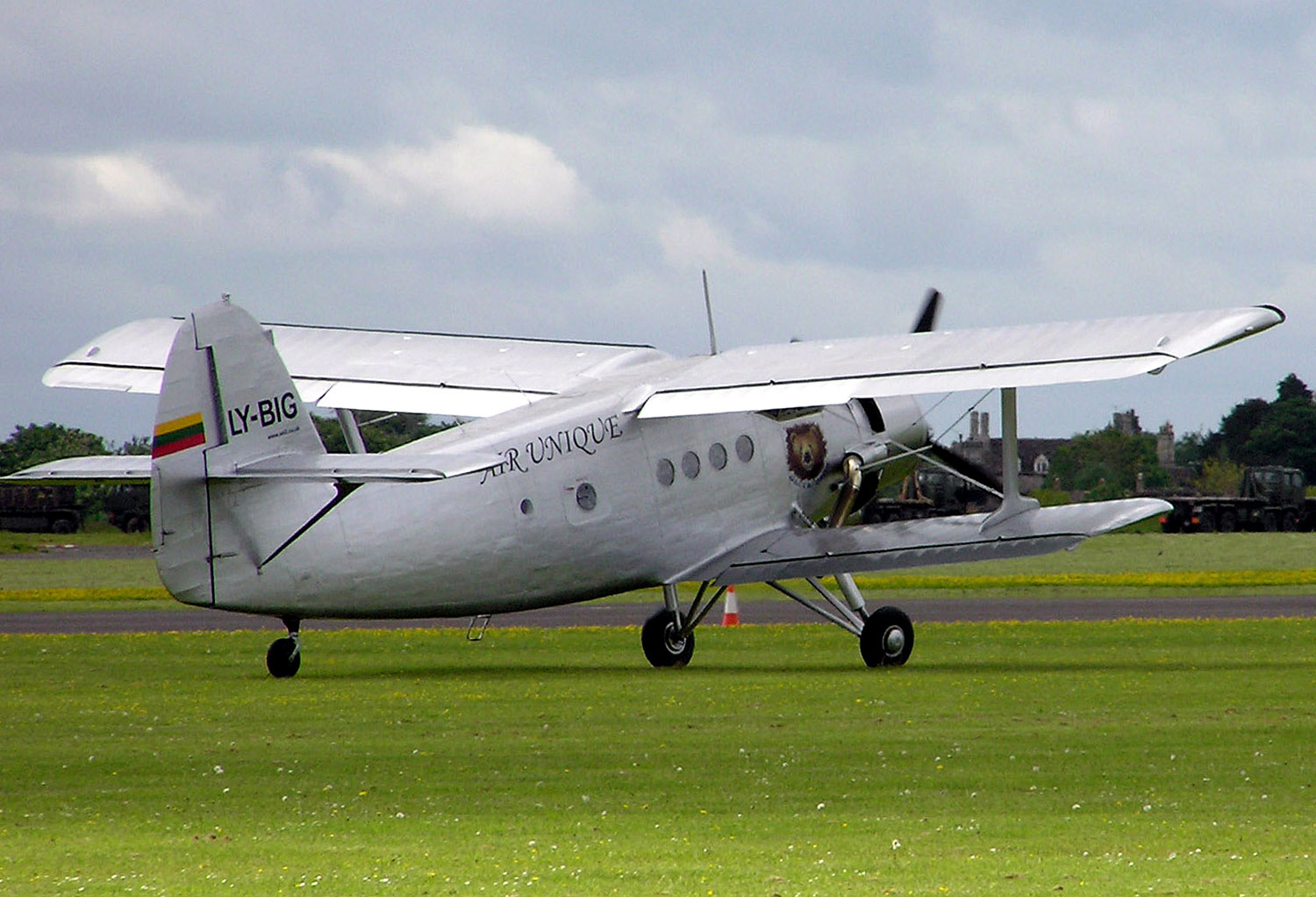
單引擎雙翼機An-2是安托諾夫設計的知名作品之一。

安托諾夫是俄羅斯裔，1906年生於莫斯科市郊的特羅伊茲村（俄語：село Троицы，selo Troit͡sy，位在今日莫斯科州波多利斯克區）。六歲時移居至薩拉托夫並在該地成長。在求學期間安托諾夫展現出他對飛機的興趣，成為一名業餘滑翔機設計師，並在1930年代末期加入雅克列夫設計局。1946年，雅克列夫位在新西伯利亞的子局在蘇聯政府的命令下獨立而出，並且以首任設計師安托諾夫作為新單位的名稱，是今日烏克蘭國營企業安托諾夫國營公司的前身。在擔任設計局總設計師的期間，安东诺夫设计了包括安-12在內，一系列民用与军用的滑翔機及動力飛機。